# Association sportive de Mnihla
L'Association sportive de Mnihla est un club de volley-ball tunisien basé à Mnihla.